# Płaskowyż Chyrowski
Płaskowyż Chyrowski (521.11; t. Płaskowyż Chyrowsko-Gródecki, Wysoczyzna Chyrowska) – mezoregion fizycznogeograficzny, w zachodniej części Podkarpacia Wschodniego, na Płaskowyżu Sańsko-Dniestrzańskim. 
Leży na obszarze wododziałowym pomiędzy dorzeczem Wisły (Morze Bałtyckie) i Dniestru (Morze Czarne). Na północy opada stromym, 80-metrowym progiem, przebiegająym przez Łuczyce, Siedliska, Mościska po Sądową Wisznię.
Region ten znajduje się głównie na Ukrainie, jedynie niewielki (100 km²) zachodni skraj jest na terytorium Polski. Sąsiaduje on od zachodu z Pogórzem Przemyskim, od północy z Doliną Dolnego Sanu a od południa z Górami Sanocko-Turczańskimi. 
Płaskowyż Chyrowski jest jedynym skrawkiem terytorium Polski leżącym na Podkarpaciu Wschodnim. Najwyższą kulminacją polskiej części Płaskowyżu jest Optyń (322 m n.p.m.).
Obszar ten jest prawie bezleśny, pokryty lessem. Dominuje tu rolnictwo. Głównymi ośrodkami miejskim na Płaskowyżu są Chyrów i Dobromil (oba na Ukrainie). Po stronie polskiej znajdują się  Hermanowice, Rożubowice, Malhowice, Jaksmanice oraz dawne miasto Stanisławczyk.
Przez Płaskowyż Chyrowski przebiega nieczynna obecnie linia kolejowa w relacji Przemyśl–Zagórz (tranzytem przez Ukrainę).